# HSD11B1
HSD11B1 (англ. Hydroxysteroid 11-beta dehydrogenase 1) – білок, який кодується однойменним геном, розташованим у людей на короткому плечі 1-ї хромосоми.  Довжина поліпептидного ланцюга білка становить 292 амінокислот, а молекулярна маса — 32 401.
| 10         |  | 20         |  | 30         |  | 40         |  | 50         |
| ---------- |  | ---------- |  | ---------- |  | ---------- |  | ---------- |
| MAFMKKYLLP |  | ILGLFMAYYY |  | YSANEEFRPE |  | MLQGKKVIVT |  | GASKGIGREM |
| AYHLAKMGAH |  | VVVTARSKET |  | LQKVVSHCLE |  | LGAASAHYIA |  | GTMEDMTFAE |
| QFVAQAGKLM |  | GGLDMLILNH |  | ITNTSLNLFH |  | DDIHHVRKSM |  | EVNFLSYVVL |
| TVAALPMLKQ |  | SNGSIVVVSS |  | LAGKVAYPMV |  | AAYSASKFAL |  | DGFFSSIRKE |
| YSVSRVNVSI |  | TLCVLGLIDT |  | ETAMKAVSGI |  | VHMQAAPKEE |  | CALEIIKGGA |
| LRQEEVYYDS |  | SLWTTLLIRN |  | PCRKILEFLY |  | STSYNMDRFI |  | NK         |

A: Аланін

C: Цистеїн

D: Аспарагінова кислота

E: Глутамінова кислота

F: Фенілаланін

G: Гліцин

H: Гістидин

I: Ізолейцин

K: Лізин

L: Лейцин

M: Метіонін

N: Аспарагін

P: Пролін

Q: Глутамін

R: Аргінін

S: Серин

T: Треонін

V: Валін

W: Триптофан

Кодований геном білок за функцією належить до оксидоредуктаз. 
Задіяний у таких біологічних процесах як метаболізм ліпідів, метаболізм стероїдів. 
Білок має сайт для зв'язування з НАДФ. 
Локалізований у мембрані, ендоплазматичному ретикулумі.